# Continental AG

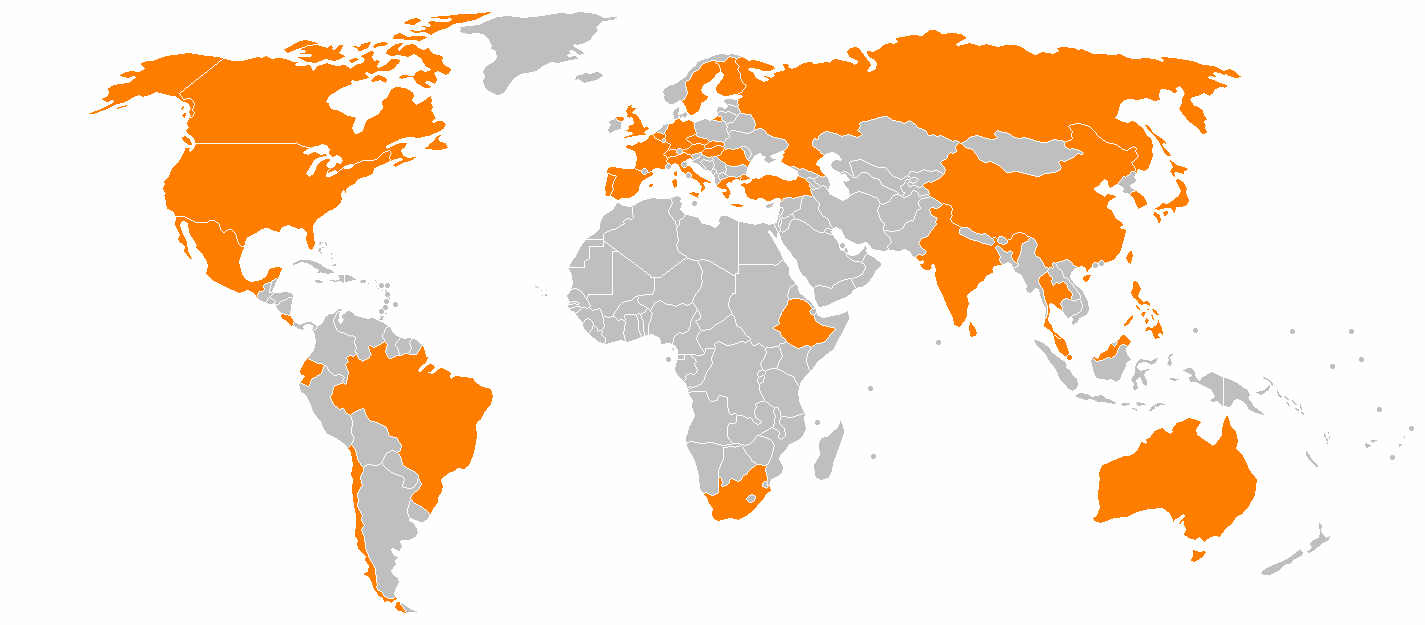
Landen waar Continental AG actief is

Continental AG is een Duits fabrikant van banden, remsystemen, stabiliteitssystemen en andere voertuigonderdelen. Het hoofdkantoor is gevestigd in Hannover.

## Activiteiten
Continental heeft de activiteiten in vier divisies verdeeld. Automotive, Tires, ContiTech en opdrachten voor derden. Powertrain was een vijfde divisie maar deze werd afgestoten in 2021. Van de totale omzet wordt de helft in Europa gerealiseerd, een kwart in Noord-Amerika en de rest in Azië. Wereldwijd werken er ongeveer 200.000 mensen voor Continental, waarvan 60% in Europa. Het bedrijf is wereldwijd in zo'n 57 landen actief. Per jaar wordt bijna 4 miljard euro aan Onderzoek & Ontwikkeling uitgegeven.
Het is de op drie na grootste bandenfabrikant ter wereld, na Bridgestone, Michelin en Goodyear en de op een na grootste in Europa.

### Structuur
Vanaf 1 januari 2022 heeft Continental AG vier divisies.
- Automotive (ca. 46% van de totale omzet in 2022)
- Tires (36%)
- ContiTech (17%)
- Contract Manufacturing

## Geschiedenis
Continental werd in 1871 opgericht als rubberfabrikant onder de naam: Continental Caoutchouc-Compagnie G. m. b. h. Hannover. Joodse bankiers maakten deel uit van het gezelschap dat het bedrijf oprichtte. In 1929 fuseerden een aantal Duitse bandenfabrikanten en de naam werd gewijzigd in Continental Gummi-Werke A.G. In de tachtiger jaren werd door middel van overnames de bandenactiviteiten fors uitgebreid, de Europese divisie van Uniroyal werd overgenomen, de bandendivisie van het Oostenrijkse Semperit en ten slotte General Tire in de Verenigde Staten.
Met de opkomst van Adolf Hitler in 1933 werden joodse arbeiders het bedrijf uit gewerkt. In de Tweede Wereldoorlog leverde het bedrijf aan het leger en ontwikkelde ook synthetisch rubber. Willy Tischbein, bestuurder bij het bedrijf, steunde de Nationaalsocialistische Duitse Arbeiderspartij enthousiast. In augustus 2020 verscheen een 800 pagina tellend rapport van Paul Erker over het bedrijfsbeleid tijdens de oorlog.
Vanaf begin deze eeuw werden andere onderdelen voor automobielen aan de activiteiten toegevoegd. In 2001 werd elektronica specialist, Temic, overgenomen en in 2006 volgde Siemens VDO Automotive. Continental betaalde hiervoor 11,4 miljard euro. VDO houdt zich onder meer bezig met de productie van navigatie-apparatuur en er werken 50.000 mensen.
In 2009 deed de Duitse industriële groep Schaeffler een bod op de aandelen van Continental. Door de kredietcrisis werden meer aandelen dan gewenst aangeboden. Schaeffler kwam in financiële problemen en was zelfs genoodzaakt de Duitse regering om steun te vragen, wat werd geweigerd. De afgelopen jaren heeft Schaeffler aandelen verkocht en ze had per 31 december 2014 nog 46% van de aandelen Continental in handen. Schaeffler heeft het aandelenbelang ondergebracht in de IHO Group. De free float van Continental stond op 54% per jaareinde 2020.
Door de effecten van de coronapandemie zijn de autoverkopen gedaald en daarmee ook de afzet van Continental. Om de kosten te verlagen wilde het bedrijf 13% van het personeelsbestand, zo'n 30.000 personen, laten afvloeien tussen 2020 en 2025. Dit moest de kosten met 1 miljard euro per jaar verlagen. In Duitsland zouden ongeveer 13.000 banen verdwijnen aldus de aankondiging in september 2020.
In 2021 werd Vitesco Technologies, het grootste deel van de Powertrain activiteiten, verzelfstandigd. Dit bedrijfsonderdeel kreeg een eigen notering op de beurs van Frankfurt. Vitesco had in 2020 een omzet van 9 miljard euro en telde bijna 40.000 medewerkers.
Vroeger gaf het bedrijf ook wegenkaarten uit.
In februari 2021 kondigde Continental aan dat het een minderheidsbelang had genomen in Recogni, een Duits-Amerikaanse start-up, om zijn technologie voor autonoom rijden verder te ontwikkelen. De start-up werkt aan een nieuwe chiparchitectuur voor objectherkenning in realtime op basis van kunstmatige intelligentie. In december 2021, als gevolg van een diplomatieke ruzie tussen Litouwen en China over Taiwan en mensenrechten, zette China Continental AG onder druk om geen zaken meer te doen met Litouwen.
In april 2022 hervatte Continental de productie van banden in Rusland ondanks internationale sancties na de Russische invasie van Oekraïne in 2022.
In augustus 2024 maakte Continental bekend het bedrijf te willen halveren door het bedrijfsonderdeel Automotive af te splitsen en als zelfstandige onderneming naar de beurs van Frankfurt te brengen. De raad van bestuur zal nog dit jaar een beslissing nemen en als het plan doorgaat dan komt het onderdeel in 2025 naar de beurs. Het is het grootste bedrijfsonderdeel, met een jaaromzet van € 20 miljard, 100.000 medewerkers en lage winstmarges. De overblijvende onderdelen Tires en ContiTech tellen ook zo'n 100.000 werknemers en behalen bovengemiddelde marges op een omzet van bijna 21 miljard euro in 2023.

## Logo
Het logo bevat de naam Continental en in de cirkel staat het Saksenros.

## Merknamen
Continental verkoopt wereldwijd banden onder negen verschillende merknamen:
- Continental
- General Tire
- Euzkadi
- Uniroyal
- Semperit

- Barum
- Viking
- Gislaved
- Mabor